# 托爾斯港
托爾斯港（法羅語發音：[ˈtʰɔu̯ʂhau̯n] ⓘ），或译托沙文:878，是法羅群島的首府及最大城市，位于斯特勒姆岛南部东岸。城市人口为13,634人（2021年），而整个托尔斯港市镇的人口数量为22,347人。城市原名的直译是「的港口」，托尔是北歐神話中雷神的名字。
早在公元850年诺斯人（斯堪的纳维亚人）就在庭加内斯半岛上设立了他们的议会。托尔斯港自此成为法罗群岛的首府，并一直持续至今。最初时，托尔斯港成为群岛中贸易垄断的中心，是群岛上居民可以进行买卖活动的唯一合法地方。1856年，废止了贸易垄断权，从而群岛上可以进行自由贸易。

## 歷史

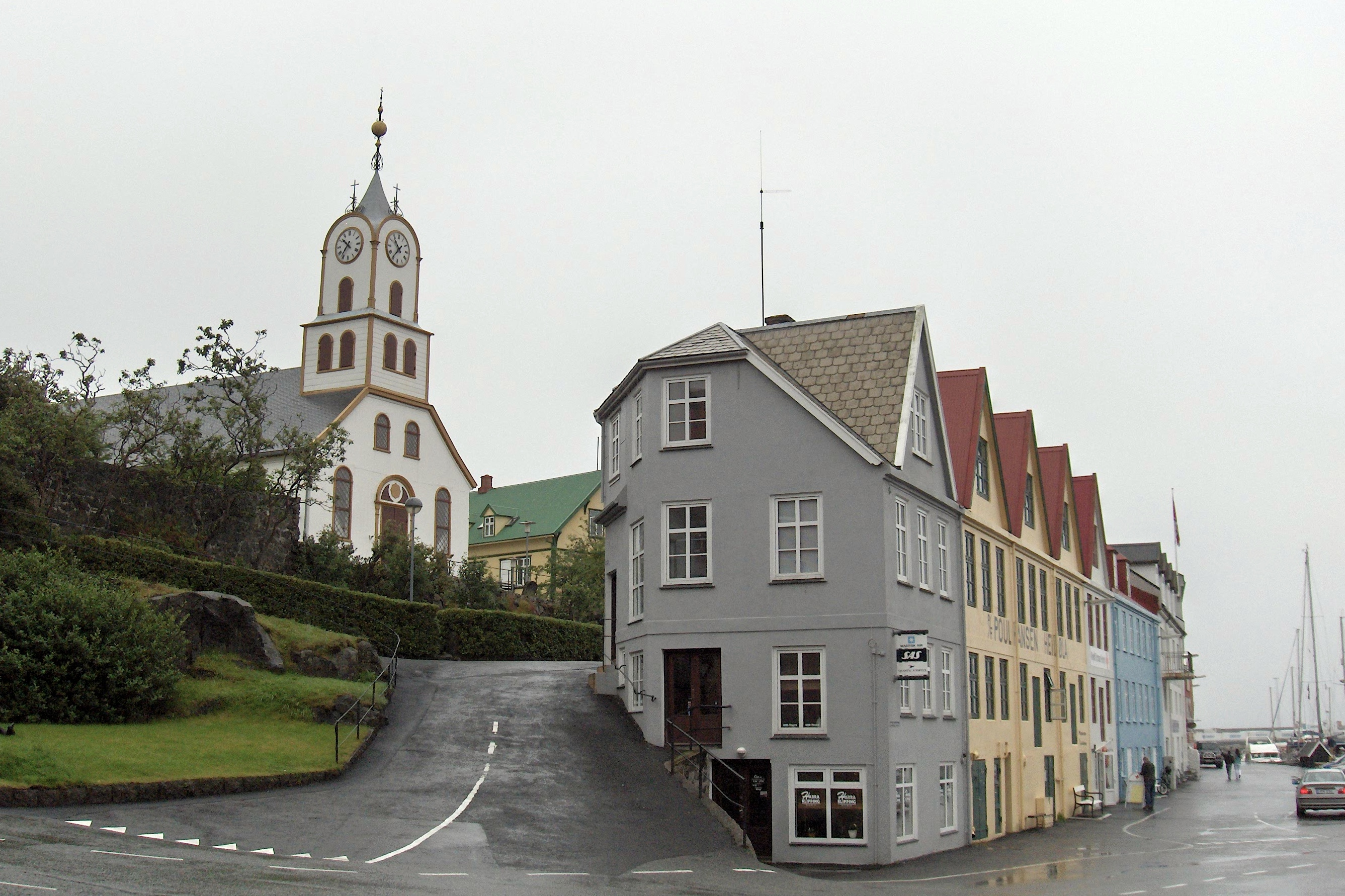
托爾斯港主教座堂和岸邊建築物

法羅群島政府位於城內具歷史性的庭加内斯半島。而國會則稱為Løgting，本來位於庭加内斯半島，但自1856年起搬至稱為Vaglið的市廣場。城的西北方有一座347米高的Húsareyn山，而西南方則有350米高的Kirkjubøreyn山。
托尔斯港主教座堂於1788年建成，後來於1865年擴建。自1990年起，就是法羅群島主教的居住地。 
托爾斯港於十世紀建造，於第二次世界大戰期間曾被英國佔領（1940年-1945年），就在德國入侵丹麥後不久。

## 人口增長
自1801年起的人口增長:
| 年份    | 人口   |
| ------- | ------ |
| 1801年  | 554    |
| 1854年  | 約900  |
| 1900年  | 1656   |
| 1925年  | 2896   |
| 1950年  | 5607   |
| 1975年  | 11,329 |
| 1980年  | 12,641 |
| 1985年  | 13,507 |
| 1990年  | 14,689 |
| 1995年  | 13,781 |
| 1997年  | 15,844 |
| 1998年  | 16,121 |
| 1999年  | 16,469 |
| 2000年  | 17,777 |
| 2001年  | 18,067 |
| 2002年  | 18,420 |
| 2005年  | 19,282 |
| 2020年* | 23,000 |
| *預測   |        |

## 體育

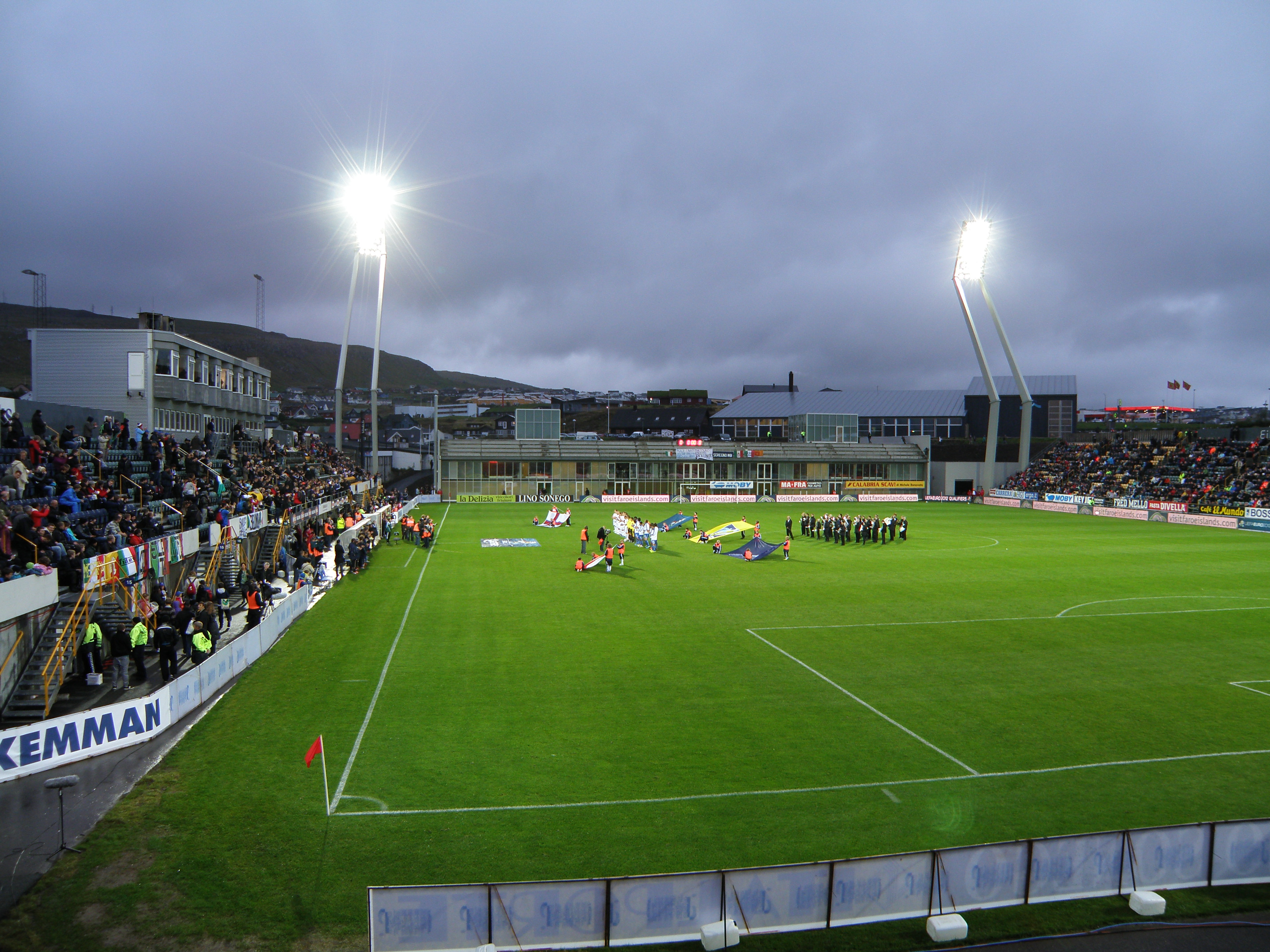
托尔斯球场

作为首府，托尔斯港是法罗群岛的体育中心。最大的体育中心位于托尔斯港的贡达达勒区。最大的足球场托尔斯球场也位于该区，可容纳6000名观众。托尔斯球场是法羅群島足球代表隊的主场。在城市各区里还有其它的足球场地、室内网球场、羽毛球场及游泳池。
托尔斯港有多个职业足球俱乐部，包括三支超级联赛的球队：HB托尔斯港、B36托爾斯港及AB阿吉尔。手球是托尔斯港第二受欢迎的体育项目。法罗群岛手球代表队在这里训练。此外，托尔斯港也有多个划船俱乐部。
每年七月，群岛上举办一场公路自行车赛。该自行车赛事起点为克拉克斯维克，终点在托尔斯港。

## 音乐
自1983年起每年举办托尔斯港爵士音乐节，吸引了来自北美和欧洲的音乐家前来参加，并成为一项深受欢迎的旅游活动。

## 交通

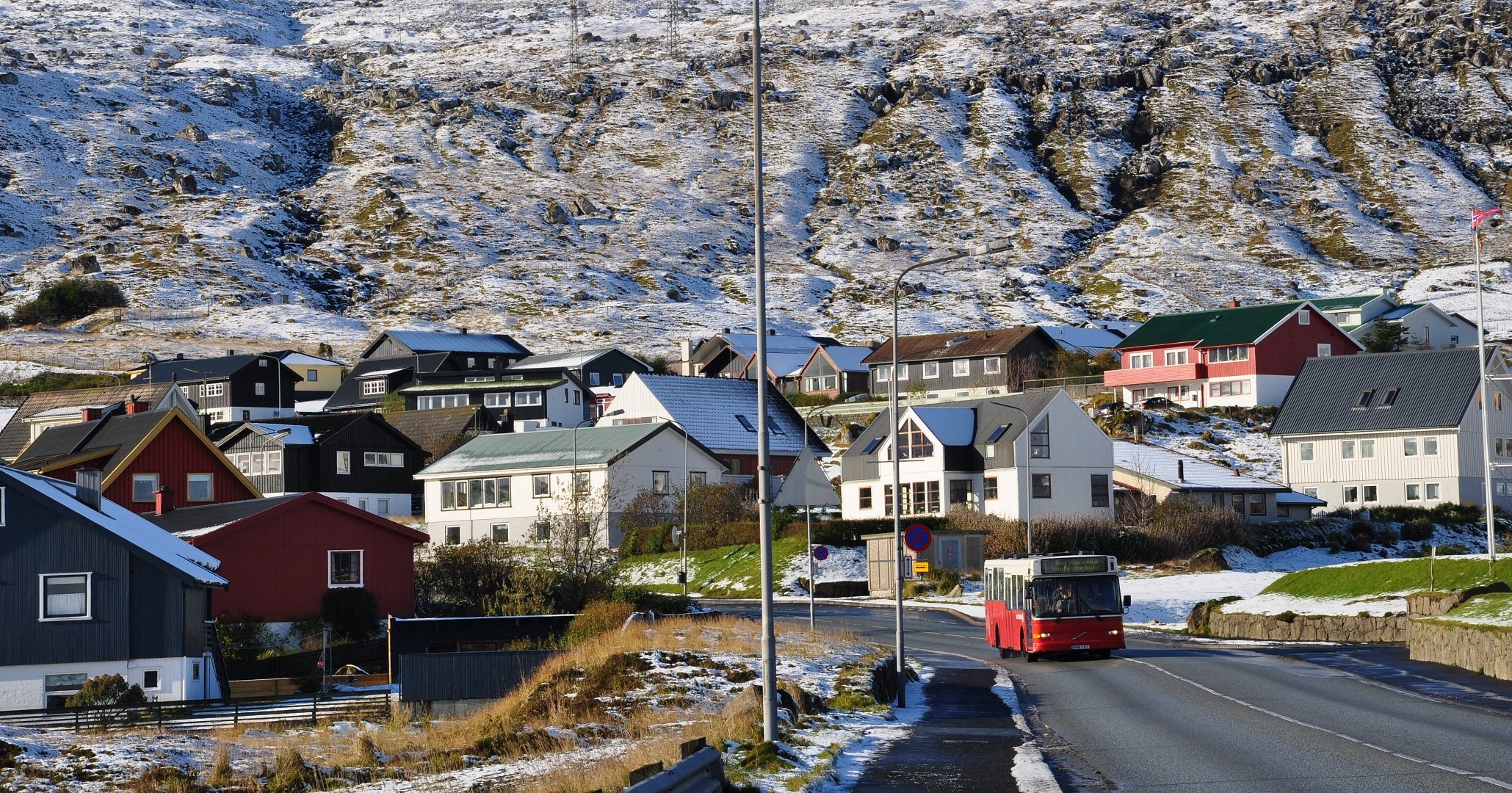
市内公共汽车

托尔斯港的港口有前往丹麦和冰岛的国际轮渡服务。另外也有前往群岛其他港口的轮渡服务，主要是前往特沃罗伊里。
公共汽车服务覆盖整个群岛，另外托尔斯港市镇还运行5条公交路线。托尔斯港市内的公共汽车自2007年起为免费服务。这项措施旨在吸引人们不使用自己的私有汽车而改用公交系统。此外，在海边有一个直升机坪。

## 外部連結
- 托爾斯港官方網站 （页面存档备份，存于） （法羅文） （英文）
- Faroeislands.dk:托爾斯港 （页面存档备份，存于）法羅群島城市的相片和描述
- HB托爾斯港官方網站 （页面存档备份，存于） （法羅文） （英文）
- B36托爾斯港官方網站 （页面存档备份，存于） （法羅文）